# Šolski bataljon (Slovensko domobranstvo)
Šolski bataljon je bil bataljon, ki je deloval v sestavi Slovenskega domobranstva med drugo svetovno vojno.

## Zgodovina
Bataljon je bil ustanovljen oktobra 1943 in decembra 1943 preimenovan v I. šolsko skupino.
Osnovna naloga bataljona je bila zagotavljanje urjenja domobranskih rekrutov ter zagotavljanje enot za mestno garnizijsko službo znotaj okupirane Ljubljane.